# Dolní Bousov
Dolní Bousov (německy Unter Bautzen) je město ležící v okrese Mladá Boleslav na jižním okraji Českého ráje. Rozkládá se asi osmnáct kilometrů východně od Mladé Boleslavi. Žije zde přibližně 3 000 obyvatel.

## Historie

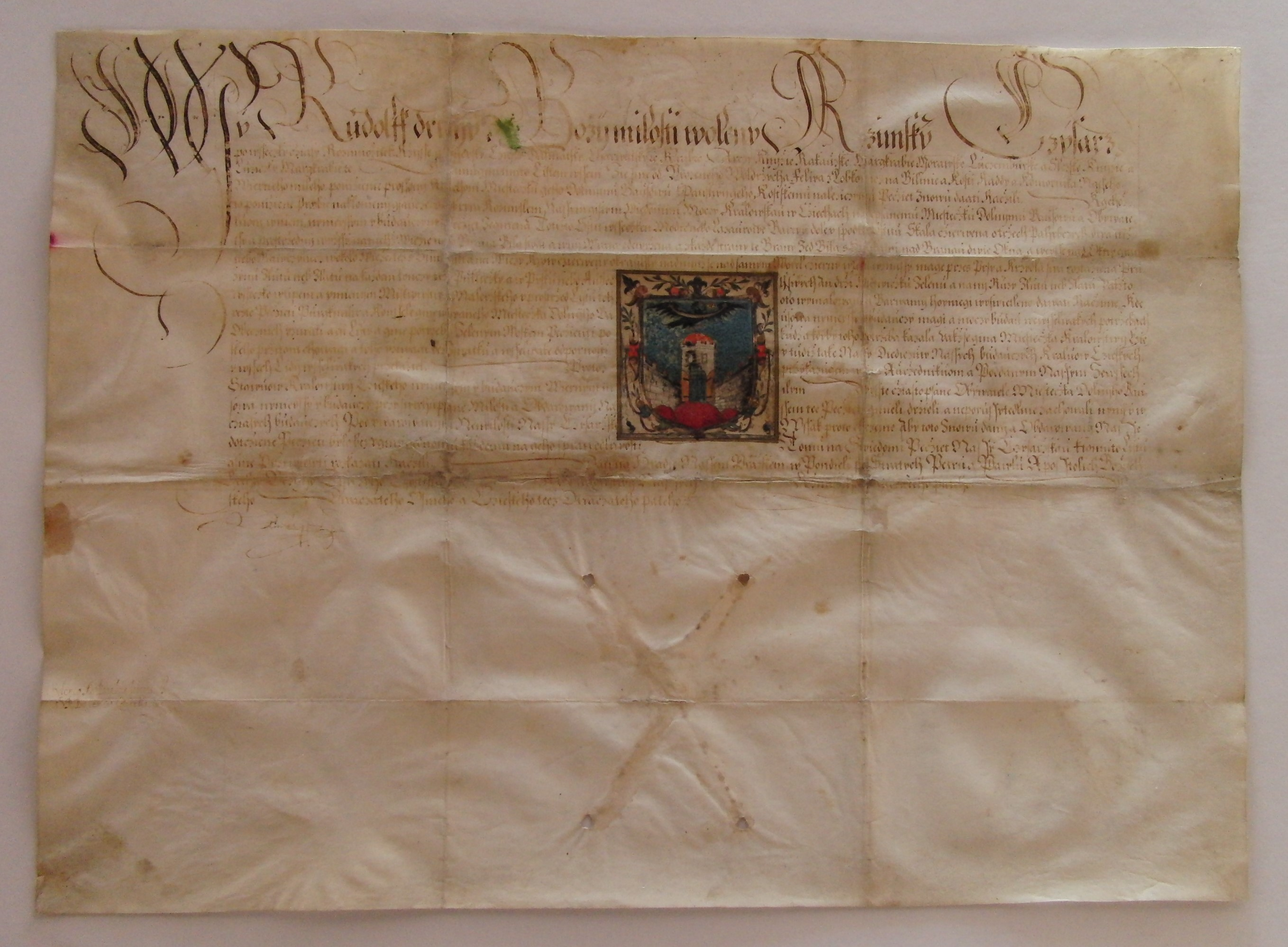
Znakové privilegium Dolního Bousova z roku 1600

Nejstarší historie osídlení je doložena od mladší doby kamenné. V době železné zde pobývali Markomani a v průběhu 8. století se v okolní krajině usadili Slované.
První písemná zmínka o Bousově pochází z roku 1323 a uvedena je v Pozůstatcích desk zemských.  Nachází se v přídomku Citbora z Bousovce, který byl mezi šlechtici žalovanými v letech 1317–1325 Vokem z Rotštejna za škodu způsobenou na jeho panství. 
Roku 1497 byl Bousov uveden jako městečko na panství hradu Kost. Roku 1560 získal právo pořádat dva výroční trhy ročně a v roce 1600 získal od císaře Rudolfa II. městský znak a právo pečetit zeleným voskem.
V roce 1991 byl obci navrácen status města. Od 11. května 2006 obec užívá vlajku.

### Územněsprávní začlenění
Dějiny územněsprávního začleňování zahrnují období od roku 1850 do současnosti. V chronologickém přehledu je uvedena územně administrativní příslušnost obce (města) v roce, kdy ke změně došlo:
- 1850 země česká, kraj Jičín, politický okres Jičín, soudní okres Sobotka[6]
- 1855 země česká, kraj Mladá Boleslav, soudní okres Sobotka[6]
- 1868 země česká, politický okres Jičín, soudní okres Sobotka[6]
- 1939 země česká, Oberlandrat Jičín, politický okres Jičín, soudní okres Sobotka[7]
- 1942 země česká, Oberlandrat Hradec Králové, politický okres Jičín, soudní okres Sobotka[8]
- 1945 země česká, správní okres Jičín, soudní okres Sobotka[9]
- 1949 Liberecký kraj, okres Mnichovo Hradiště[10]
- 1960 Středočeský kraj, okres Mladá Boleslav[11]

### Rok 1932
Ve městě Dolní Bousov s 2009 obyvateli v roce 1932 byly evidovány tyto úřady, živnosti a obchody: poštovní úřad, telegrafní úřad, telefonní úřad, četnická stanice, katolický kostel, společenstvo oděvních živností, sbor dobrovolných hasičů, lékař, 3 autodopravci, biograf Bousov, cukrovar, 2 čalouníci, drogerie, družstvo pro rozvod elektrické energie, výroba granátového zboží, 2 hodináři, 8 hostinců, kapelník, výroba kartáčů a štětek, kloboučník, 2 knihaři, 2 mechanici, mlýn, obchod s obuví Baťa, 2 pily, sklenář, okresní hospodářská záložna, spořitelní a záložní spolek, městská spořitelna, stavební podnikatelství, velkostatek, zubní ateliér.

## Obyvatelstvo
| Rok            | 1869  | 1880  | 1890  | 1900  | 1910  | 1921  | 1930  | 1950  | 1961  | 1970  | 1980  | 1991  | 2001  | 2011  | 2021  |
| -------------- | ----- | ----- | ----- | ----- | ----- | ----- | ----- | ----- | ----- | ----- | ----- | ----- | ----- | ----- | ----- |
| Počet obyvatel | 2 034 | 2 096 | 1 975 | 1 869 | 1 774 | 2 009 | 1 913 | 1 633 | 1 782 | 1 765 | 1 706 | 1 633 | 1 800 | 1 800 | 2 236 |
| Počet domů     | 282   | 296   | 291   | 307   | 318   | 346   | 398   | 430   | 428   | 443   | 450   | 574   | 597   | 675   | 675   |

## Části města
- Dolní Bousov (včetně Lhoty Záhumní)
- Bechov
- Horní Bousov
- Ošťovice
- Střehom
- Svobodín
- Vlčí Pole

V roce 1880 a od 1. ledna 1980 do 23. listopadu 1990 k městu patřilo i Rohatsko.

## Doprava
Městem prochází silnice II/279 Svijany – Horní Bousov – Dolní Bousov – Mcely. Z Dolního Bousova vychází silnice II/281 do Sobotky a Újezdu pod Troskami. Místní část Horní Bousov protíná silnice I/16 Mělník – Mladá Boleslav – Sobotka – Jičín – Trutnov. V místní části Horní Bousov končí silnice II/268 Mimoň – Ralsko – Mnichovo Hradiště – Horní Bousov.
V Dolním Bousově se křižují tratě Mladá Boleslav – Stará Paka a Bakov nad Jizerou – Kopidlno. Železniční Bakov nad Jizerou – Kopidlno je jednokolejná regionální trať, doprava byla zahájena roku 1883. Je provozována v úseku Bakov nad Jizerou – Dolní Bousov v pracovních dnech roku 2011 s přepravním zatížením obousměrně 5 osobních vlaků. Na úseku do Kopidlna je od roku 2007 zastavena osobní doprava. Trať Mladá Boleslav – Stará Paka je jednokolejná regionální trať, doprava byla zahájena roku 1905. Přepravní zatížení v úseku mezi Mladou Boleslaví a Dolním Bousovem činilo v pracovních dnech roku 2011 obousměrně čtrnáct osobních vlaků. Na území města se nachází odbočná železniční stanice Dolní Bousov a dále na trati 064 železniční zastávka Bechov.
Ve městě zastavovaly v květnu 2011 autobusové linky do těchto cílů: Hořice, Jičín, Kněžmost, Kopidlno, Lázně Bělohrad, Libáň, Mladá Boleslav, Mnichovo Hradiště, Praha, Sobotka.

## Městská knihovna
Městská knihovna v Dolním Bousově je univerzální veřejnou knihovnou, jejímž zřizovatelem je město Dolní Bousov. Knihovna v roce 2023 nabízela přes 15 000 svazků, třicet titulů časopisů, regionální literaturu, deskové stolní hry a přístup na veřejný internet. Knihovna je členem Svazu knihovníků a informačních pracovníků ČR. V roce 2013 získala knihovna za své webové stránky dětského oddělení s názvem Knižní doupě celostátní ocenění Biblioweb.

## Pamětihodnosti
- Kostel sv. Kateřiny
- Sloup se sochou Panny Marie s Jezulátkem stojí na náměstí T. G. Masaryka
- Krucifix při čp. 157
- Fara, Kostelní čp. 141

## Osobnosti
Rodákem z Dolního Bousova je filmový a divadelní herec a režisér Vítězslav Vejražka.